# Рола
Рола (яп. ローラ Ро:ра) родилась 30 марта 1990 года в Токио — японская модель. Среди современных моделей Японии она является самой известной. Стала популярной таренто (телеведущей) в 2011 году после многочисленных выступлений на телешоу.

## Ранняя жизнь
Она имеет бенгальские, японские и русские корни, так как её отец родом из Бангладеша, а мать является на три четверти японкой с примесью русской крови.
Рола родилась в Японии, но до девятилетнего возраста преимущественно жила в Бангладеш. Её родители развелись, и её воспитанием в основном занималась мачеха, которая была китаянкой. Карьера фотомодели Ролы началась когда она ещё обучалась в старших классах школы. Однажды во время прогулки по улице в районе Сибуя (Токио) к ней подошёл скаут, ищущий девушек с модельной внешностью.

## Карьера

### Модель
Сделав несколько показов для журнала «Popteen», с 2008 года она начала регулярно появляться в журнале «ViVi». С тех пор она активно участвует на подиумах, в том числе на крупных фестивалях мод, таких как «Tokyo Girls Collection», «Shibuya Girls Collection», и «Girls Award».

### Телеведущая
В июне 2010 года Рола впервые появилась на телевидении как таренто в варьете-шоу Shabekuri 007 на «Nippon Television» вместе с двумя другими моделями Леной Фудзи и Мицуки Оиси. Благодаря 200 выступлениям на различных ТВ-шоу, она была названа «восходящей ТВ-звездой 2011 года» № 4. С апреля 2012 года является постоянной ведущей шоу-программы «Waratte Iitomo!» на Fuji Television.

### Певица
В октябре 2011 года Рола выступила с музыкальным дебютом в качестве вокалистки группы «Da Pump» с песней «I hate u» авторства SoulJa. Её сольный дебют состоялся в июле 2012 года с песней «Memories» («Воспоминания») исполненной для аниме «Pokémon the Movie: Kyurem vs. the Sword of Justice», в котором она также озвучивает одного из героев. Этот сингл в первую неделю релиза достиг 20 строчки в чартах «Billboard Japan». В сентябре 2012 года Рола встретилась в Токио с канадской певицей Карли Рэй Джепсен после её собственной липдаб-версии хита Карли «Call Me Maybe», и выразила своё намерение освоить английский язык.

### Актриса
В августе 2015 года стало известно, что Рола получит роль Кобальт в фильме Обитель зла: Последняя глава. Мировая премьера картины состоялась в январе 2017.

## Популярность в Твиттере
Рола зарегистрировалась в Твиттере 29 февраля 2012 года. После всего лишь трех дней, она набрала более 190 тысяч поклонников, 270 тысяч — спустя неделю, и более 430 тысяч через две недели. Большее количество поклонников среди японских моделей имели лишь Цубаса Масувака и Кяри Памю-Памю. На 13 апреля 2012 число поклонников достигло более 670 тысяч, а в октябре 2012 года превысило миллион.